# Tribunal del Consulado de Lima
El Tribunal de Consulado de Lima fue un juzgado privativo constituido en Lima a principios del siglo XVII a instancias del gremio de los comerciantes limeños, con el fin de atender a los litigios y juicios originados por las transacciones comerciales y mercantiles. Fue creado tomando por modelos los Consulados de Burgos y Sevilla,  y especialmente el ya existente en México.

## Creación
Fue creado por Real cédula expedida por Felipe II el 29 de diciembre de 1593, pero se instaló recién el 13 de febrero de 1613 en virtud de una provisión dictada por el Virrey Marqués de Montesclaros. Se redactaron sus ordenanzas que fueron aprobadas el 20 de diciembre de 1619 por el virrey Francisco de Borja y Aragón, Príncipe de Esquilache. Dos días después, se pregonaron públicamente en las cuatro calles principales habitadas por los mercaderes al son de las trompetas y chirimías. De este modo quedó definitivamente instalado el Tribunal que tuvo en sus manos el comercio colonial por espacio de dos siglos y medio y contribuyó en gran manera a su prosperidad. 
Este tribunal hubo de enfrentarse al Consulado de Sevilla y Cádiz, pues muchas veces no coincidían los intereses de uno y otro, o en otros términos, los del comercio de España y del Perú. En el siglo XVIII entabló la disputa con los comerciantes de Virreinato del Río de la Plata, en buena parte extranjeros, especialmente portugueses, que preferían enviar sus mercaderías por la ruta de Buenos Aires y no por la de Panamá.
Tras la proclamación de la independencia del Perú, el tribunal fue suprimido en 1822 y se creó en su lugar la Cámara de Comercio de Lima; pero fue restablecido en 1829, y solo en 1886 quedó definitivamente extinguido. Es el antecedente de la Bolsa de Valores de Lima.

## Estructura
Según sus ordenanzas, los comerciantes debían efectuar cada año una junta general y designar 30 electores, a quienes correspondía elegir un prior, dos cónsules y seis diputados que representarían al gremio.

## Funciones
- Fue un tribunal arbitral, es decir dirimía las contiendas que surgían entre los mercaderes.
- Veló por el cumplimiento de las leyes que regulaban el tráfico entre España y sus colonias en Perú.
- Controló el crédito público, al distribuir entre el gremio los “donativos” o los empréstitos exigidos por la corona y recabar los impuestos.
- Reguló los aranceles que debían cobrarse por los géneros importados y las tasas que debían pagar los artículos de exportación.
- Fijó los precios de las mercancías, para moderar sus fluctuaciones ruinosas.
- Señaló a los armadores y maestres de navíos los fletes que debían cobrarse.
- Fletó navíos, para abastecer los diversos mercados del Virreinato o impedir el abarrotamiento de los puertos.
- Equipó navíos para perseguir a los piratas y defender las costas.
- Como los bancos, efectuó operaciones de cambio y recibió depósitos.

## Lista de priores
La siguiente es una lista de los priores del Consulado desde 1773.
- José González Gutiérrez, I conde de Fuente González (1773-1774).
- Antonio Rodríguez del Fierro (1775-1777)
- Joaquín Manuel de Azcona y Buega, I conde de San Carlos (1778-1782)
- José González Gutiérrez, I conde de Fuente González (1783-1784)
- Isidro de Cortázar y Abarca, V conde de San Isidro (1785-1786)
- José Antonio de Lavalle, I conde de Premio Real (1787-1789)
- Isidro de Cortázar y Abarca, V conde de San Isidro (1789-1790)
- Antonio de Elizalde (1791-1792)
- Francisco Vásquez de Ucieda (1791-1794)
- Domingo Ramírez de Arellano (1793-1794)
- José Matías (1797-1798)
- Antonio Sáenz de Tejada (1805-1806)
- José Manuel González de la Fuente, IV conde de Villar de Fuentes (1813-1816)
- Manuel de Gorbea y Badillo (1819-1821)
- Juan Bautista García de Valdeavellano y Gastón (1840-1841)